# Elfenbenskusten i olympiska sommarspelen 1964
Elfenbenskusten deltog med 9 deltagare vid de olympiska sommarspelen 1964 i Tokyo. Ingen av landets deltagare erövrade någon medalj.